# Миксон, Каллиста Александровна
Каллиста Александровна Миксон (14 сентября 1912, Енисейск, Российская империя — 20 декабря 1993, Красноярск, Россия) — советский и российский педагог, Заслуженный учитель школы РСФСР, Герой Социалистического Труда.

## Биография
Родилась в городе Енисейск Енисейской губернии (ныне — Красноярский край). В довольно раннем возрасте она и двое её братьев остались сиротами, и их воспитывала сестра матери.
В 1931 году окончила Красноярский педагогический техникум (ныне — Красноярский педагогический колледж № 1) и была направлена учителем начальных классов сначала в Партизанский, а позднее — в Туруханский районы.
В 1934 году по путёвке Туруханского районного комиссариата комсомола была отправлена на учёбу в Красноярский педагогический институт, по окончании в 1939 году которого преподавала химию в школах Канского и Новосёловского районов. С 1959 года занимала должность заместителя директора по учебно-воспитательной работе Берёзовской средней общеобразовательной школы № 1. С 1972 года и до последних дней своей жизни работала в Красноярском институте усовершенствования учителей (ныне — Красноярский институт повышения квалификации). Неоднократно участвовала в работе учительских съездов, в том числе Всесоюзного (1968) и Всероссийского (1978) съездов.
Общий преподавательский стаж Каллисты Александровны составил 62 года, и страна по достоинству оценила вклад в систему народного образования талантливого педагога. В 1952 году ей был вручён значок отличника народного просвещения, в 1956 году — звание заслуженного учителя РСФСР.
28 июня 1968 года представлена на соискание звания Героя Социалистического Труда решением № 9 заседания бюро Красноярского крайкома КПСС. Указом Президиума Верховного Совета СССР от 1 июля 1968 года «за большие заслуги в деле обучения и коммунистического воспитания» удостоена звания Героя Социалистического Труда с вручением Ордена Ленина и золотой медали Серп и Молот.
Также была награждена орденом Ленина и рядом медалей, среди которых «За трудовое отличие», «За трудовую доблесть», «За доблестный труд в Великой Отечественной войне 1941—1945 годы», «За освоение целинных земель» и «За доблестный труд в ознаменование 100-летия В. И. Ленина»
Каллиста Александровна Миксон умерла 20 декабря 1993 года и была похоронена на Бадалыкском кладбище Красноярска.

## Память
В 1989 году Красноярским краевым комитетом Профсоюза работников народного образования и науки РФ с согласия самой Каллисты Александровны была учреждена профсоюзная премия её имени, которая вручается и по сей день педагогам, достигшим значительных результатов в учебно-воспитательной работе, успешно разрабатывающим и применяющим на практике новые эффективные методы обучения и воспитания, а также активно участвующим в профсоюзной жизни.
20 апреля 2013 года на корпусе Красноярского института повышения квалификации по адресу улица Александра Матросова, 19, была установлена мемориальная доска с изображением педагога и словами
В этом здании в 1973—1993 гг. работала Миксон Каллиста Александровна. Герой Социалистического Труда, Заслуженный учитель России, методист
Традиционно в Берёзовском районе Красноярского края проводятся Миксоновские педагогические чтения, количество участников которых ежегодно растёт.